# ジョシー・ホー
ジョシー・ホー（何超儀、Josie Ho、1974年12月26日 - ）は、香港生まれの歌手、女優である。身長160cm、体重45kg、やぎ座。

## 人物･経歴
- マカオの著名な大富豪・何鴻燊と4人いる妻のうちの一人、藍瓊瓔の元に産まれる。
- 1994年、歌手デビュー。
- 2003年、俳優の陳子聡と結婚した。父・何鴻燊は200万香港ドルもするウェディングドレスを買い与えた。
- 2003年、映画『豪情』の趙啷啷役により、第23回香港電影金像奨最優秀助演女優奨に輝く。
- 2006年、香港において、富豪の子供を狙った誘拐事件が多発し、何鴻燊は4人のボディーガードを娘につけた。

## 音楽作品

### アルバム
- 「造反」
- 「何家淑女」
- 「説謊」
- 「Sickid」
- 「地獄厨房」
- 「Elastic Rock」

## 出演作品

### テレビドラマ
- 「O記実録」
- 「迷離檔案」
- 「香港人在広州」
- 「創世紀」
- 「東方母親」 - 小芳 役

### 映画
- 1994年：『青春火花』
- 1995年：『没有老公的日子』
- 1995年：『現代蠱惑仔』
- 1996年：『世界の涯てに』
- 1996年：『四個32A和一個香蕉少年』
- 1997年：『チャイニーズ・ボックス』
- 1997年：『ラッキー・ファミリー』
- 1997年：『想見你』
- 1997年：『アンナ・マデリーナ』
- 1999年：『パープルストーム』
- 2000年：『古惑女2』
- 2000年：『友情歳月山鴨故事』
- 2000年：『特攻!BAD BOYS』
- 2001年：『地久天長』
- 2001年：『欲望之城』
- 2001年：『飛哥伝奇』
- 2001年：『ノイズ』
- 2001年：『カラー・オブ・ペイン 野狼』
- 2001年：『敵対』
- 2002年：『慳銭家族』
- 2002年：『当男人変成女人』
- 2002年：『DEAD OR ALIVE FINAL』
- 2003年：『行運超人』
- 2003年：『ツインズ・エフェクト』
- 2003年：『豪情』
- 2003年：『1:99電影行動』
- 2004年：『蝴蝶 羽化する官能』 - ディップ／フラヴィア 役
- 2004年：『六壮士』
- 2004年：『太太』
- 2004年：『無問旅程』
- 2004年：『太陽無知』
- 2005年：『ドラゴン・プロジェクト』
- 2005年：『春田花花幼稚園』 - 減肥OL 役
- 2006年：『イザベラ』
- 2006年：『エグザイル/絆』 - ジン（ウーの妻） 役
- 2006年：『大丈夫2』 - 嬌妻 役
- 2007年：『戦‧鼓』 - Sina 役
- 2009年：『殺人犯』
- 2010年：『ドリーム・ホーム』 - チェン 役 ※製作兼任
- 2011年：『クーリエ 過去を運ぶ男』
- 2012年：『モーターウェイ』 - ウェイ 役
- 2012年：『コールド・ウォー 香港警察 二つの正義』
- 2012年：『浮城』
- 2013年：『オープン・グレイヴ 感染』 - ブラウン・アイズ 役
- 2014年：『大性豪』 - 嶋山初代子 役
- 2015年：『全力スマッシュ』 - ン・カウサウ 役
- 2015年：『部屋のなかで』- オーキッド 役
- 公開年不明：『天羅地網』
- 公開年不明：『最好世界変』
- 2020年：『怨泊』- 主演 サラ・クワン 役　／　監督 藤井秀剛

### 舞台
- 『恋恋瓊瑤』
- 『恋恋之師』
- 『男式之情人再見』

### 広告
- 護舒宝
- Gets